# Ходжаев, Сапармет
Сапармет Ходжаев (1 июля 1924 года, кишлак Эзбер-баба, Куня-Ургенчский район, Ташаузский округ, Туркестанская АССР — 25 июля 1988 года, Ташауз, Туркменская ССР, СССР) — стрелок 164-го гвардейского стрелкового полка (55-я гвардейская стрелковая дивизия, 56-я армия, Северо-Кавказский фронт), младший сержант. Герой Советского Союза (1944), Заслуженный учитель Туркменистана.

## Биография
Родился 1 июля 1924 года в кишлаке Эзбер-баба ныне Куня-Ургенчского района Ташаузской области Туркменистана в семье туркменского крестьянина. После окончания семи классов школы работал в колхозе.
В 1940 году был призван в ряды Красной армии, а с июня 1941 года принимал участие в Великой Отечественной войне.
Гвардии красноармеец Ходжаев, будучи стрелком 164-го гвардейского стрелкового полка 55-й гвардейской стрелковой дивизии 56-й армии Северо-Кавказского фронта, отличился в боях при форсировании Керченского пролива и освобождении Крыма.
3 ноября 1943 года в районе села Жуко́вка вместе с бойцами головного отряда десанта первым высадился на вражеский берег и сразу оказался в кровопролитной схватке. Путь к высоте преграждал вражеский дзот. Ходжаев, не ожидая приказа, подкрался к укреплению и забросал его гранатами. В ходе атаки он ворвался в немецкую траншею и уничтожил в ней тринадцать солдат и офицеров противника, а потом связкой гранат уничтожил огневую точку врага. Батальон получил возможность высадиться на берег и перейти в наступление.
Указом Президиума Верховного Совета СССР от 16 мая 1944 года за мужество, отвагу и героизм, проявленные в борьбе с немецко-фашистскими захватчиками, гвардии красноармейцу Ходжаеву Сапармету присвоено звание Героя Советского Союза с вручением ордена Ленина и медали «Золотая Звезда» (№ 8917).
После демобилизации в 1945 году в звании младшего сержанта, Сапармет Xоджаев вернулся в родной район и работал учителем.
В 1959 году окончил Туркменский педагогический институт, работал директором школы № 15 колхоза «Большевик» Куня-Ургенчского района Ташаузской области, избирался депутатом Верховного Совета Туркменской ССР. Имеет звание «Заслуженный учитель Туркменистана».
Жил в селе Кизил-Байдак, с 1987 года — в городе Ташауз.
Умер 25 июля 1988 года, похоронен в селе Кизил-Байдак Дашогузского велаята (Туркменистан).

## Награды
- Медаль «Золотая Звезда» Героя Советского Союза;
- орден Ленина;
- орден Октябрьской Революции;
- орден Отечественной войны 1-й степени;
- медали.